# تونی بتنهازن
ملوین یوجین "تونی" بتنهازن (به انگلیسی: Melvin Eugene "Tony" Bettenhausen) (زادهٔ ۱۲ سپتامبر ۱۹۱۶ در تینلی پارک، ایلینوی، درگذشتهٔ ۱۲ مهٔ ۱۹۶۱ در اندیاناپلیس، ایندیانا) رانندهٔ مسابقات اتومبیل‌رانی اهل ایالات متحده آمریکا بود که در سال‌های ۱۹۵۱ و ۱۹۵۸ برندهٔ مسابقات قهرمانی کشور آمریکا شد.
بتنهازن در سال ۱۹۶۱، در حالی که در پیست ایندیاناپلیس مشغول آزمایش یک خودروی ویژهٔ استیرلی موتور فرایت برای پاول روسو بود، کشته‌شد. خودروی او با دیوارهٔ بیرونی میدان برخورد کرد و سپس ۳۲۵ فوت (۹۹٫۰۶ متر) در طول حصار غلتید. خودرو سپس در حالی که بخش عقب آن در حال سوختن بود، در محوطهٔ چمنی میان دیوار و بخش گرنداستند ای متوقف شد. نتیجهٔ بررسی‌ها نشان داد که علت این تصادف یک پیچ لنگر بود که از بخش پشتیبان میله شعاع جلو جدا شده‌بود و باعث شده‌بود تا محور جلو چرخیده و به هنگام ترمزگیری، جهت چرخ‌های جلو تغییر یافته و خودرو به سوی دیوار هدایت شود.